# Чагар-Баг (Марказі)
Чагар-Баг (перс. چهارباغ) — село в Ірані, у дегестані Гастіджан, у Центральному бахші, шахрестані Деліджан остану Марказі. За даними перепису 2006 року, його населення становило 0 осіб, що проживали у складі 0 сімей.

## Клімат
Середня річна температура становить 13,63 °C, середня максимальна – 32,10 °C, а середня мінімальна – -8,15 °C. Середня річна кількість опадів – 168 мм.
| Клімат поселення                              | Клімат поселення | Клімат поселення | Клімат поселення | Клімат поселення | Клімат поселення | Клімат поселення | Клімат поселення | Клімат поселення | Клімат поселення | Клімат поселення | Клімат поселення | Клімат поселення | Клімат поселення |
| Показник                                      | Січ.             | Лют.             | Бер.             | Квіт.            | Трав.            | Черв.            | Лип.             | Серп.            | Вер.             | Жовт.            | Лист.            | Груд.            |                  |
| Середній максимум, °C                         | 9,71             | 11,72            | 16,41            | 22,22            | 26,62            | 30,63            | 32,10            | 31,50            | 27,79            | 21,69            | 15,53            | 9,62             |                  |
| Середня температура, °C                       | 0,78             | 2,78             | 7,48             | 13,29            | 17,71            | 21,70            | 25,70            | 25,10            | 21,39            | 15,29            | 9,13             | 3,21             |                  |
| Середній мінімум, °C                          | −8,15            | −6,14            | −1,44            | 4,38             | 8,78             | 12,78            | 19,30            | 18,70            | 14,99            | 8,89             | 2,73             | −3,19            |                  |
| Норма опадів, мм                              | 28               | 27               | 33               | 22               | 14               | 2                | 1                | 1                | 0                | 7                | 13               | 20               |                  |
| Середньомісячна швидкість вітру, м/с          | 1.36             | 1.91             | 2.69             | 2.81             | 2.60             | 2.51             | 2.40             | 2.21             | 2.07             | 2.11             | 1.44             | 1.21             |                  |
| Середньомісячна сонячна радіація, кДж/м²·день | 9920             | 13123            | 15709            | 19026            | 22777            | 26541            | 25837            | 24487            | 21449            | 16139            | 11769            | 9597             |                  |
| --------------------------------------------- | ---------------- | ---------------- | ---------------- | ---------------- | ---------------- | ---------------- | ---------------- | ---------------- | ---------------- | ---------------- | ---------------- | ---------------- | ---------------- |
| Джерело:                                      |                  |                  |                  |                  |                  |                  |                  |                  |                  |                  |                  |                  |                  |